# Usolje-Sibirskoje

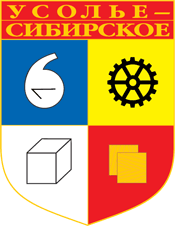
Stadens vapensköld.

Usolje-Sibirskoje (ryska: Усо́лье-Сиби́рское) är en stad i Irkutsk oblast i Sibirien i Ryssland och hade 79 363 invånare i början av 2015. Staden är belägen på Angaras vänstra strand, strax nedanför (nordväst om) Angarsk. 
Staden grundades 1669. Den fick stadsstatus 1925. Den hette Usolje fram till 1940 då den döptes om till Usolje-Sibirskoje för att särskilja den från Usolje i Perm oblast i europeiska Ryssland. 
Usolje-Sibirskoje är en station på Transsibiriska järnvägen. I stadens kollektivtrafik märks spårväg sedan 1967. Stadens viktigaste industri har alltsedan grundandet varit saltbrytning; sedan 1956 har staden varit den främsta saltleverantören i Ryssland. Det finns även kemisk industri och en tändsticksfabrik.